# Allan Evans
Allan James Evans (født 12. oktober 1956 i Dunfermline, Skotland) er en tidligere skotsk fodboldspiller (forsvarer) og manager.
Evans tilbragte størstedelen af sin karriere i engelsk fodbold, hvor han blandt andet i 12 sæsoner var tilknyttet Aston Villa i Birmingham. Han spillede næsten 400 ligakampe for klubben, og var med til at vinde både det engelske mesterskab i 1981 og Mesterholdenes Europa Cup i 1982 med klubben. I Europa Cup-finalen mod Bayern München spillede han hele kampen, som Villa vandt med 1-0.
Evans spillede desuden fire kampe for det skotske landshold. Han repræsenterede sit land ved VM i 1982 i Spanien, og spillede én af landets tre kampe i turneringen, en 5-2 sejr over New Zealand.
Efter at have stoppet sin aktive karriere var Evans i kortere periode manager for først West Bromwich og siden Greenock Morton.

## Titler
Engelsk mesterskab
- 1981 med Aston Villa

Mesterholdenes Europa Cup
- 1982 med Aston Villa

UEFA Super Cup
- 1982 med Aston Villa